# Seznam etiopskih generalov
Seznam etiopskih generalov.

## A
- Lidž Abije Abebe

## B
- dejasmač Balča Aba Nefso
- dejasmač Balča Safo

## I
- Ras Imru ?